# Trichoclea edwardsii
Trichoclea edwardsii är en fjärilsart som beskrevs av Smith 1887. Trichoclea edwardsii ingår i släktet Trichoclea och familjen nattflyn. Inga underarter finns listade i Catalogue of Life.